# Percy Helton
Percy Helton (New York, 31 janvier 1894 - Los Angeles, 11 septembre 1971) est un acteur américain de second role principalement connu au cinéma pour son rôle de Doc Kennedy dans le film noir culte En quatrième vitesse (Kiss Me Deadly) réalisé par Robert Aldrich en 1955. Il fait l'essentiel de sa carrière à la télévision mais réussit à obtenir quelques bons seconds rôles au cinéma dans de grandes productions comme dans des productions de série B voir Z.

## Biographie
Né le 31 Janvier 1894 d'un père acteur de théâtre Alfred "Alf" Helton. Il suit son pére sur les planches dès l'âge de deux ans apparaissant autant dans des vaudevilles que dans des pièces du répertoire classique.
Il incarne Homer Cratchitt, le comptable employé de Milburn Drysdale dans 6 épisodes de la série américaine, The Beverly Hillbillies.

## Filmographie

### Cinéma

#### Années 1910
- 1915 : The fairy and the waif de Marie Hubert Frohman et George Irving : le gamin
- 1916 : The Flower of Faith de Burton L. King : Tom Judson

#### Années 1920
- 1920 : The Master Mind de Kenneth S. Webb : le benjamin de la fratrie
- 1922 : Le Foyer qui s'éteint (Silver Wings) d'Edwin Carewe (pièce filmée) et John Ford (introduction) : John (pièce de théâtre filmée)
- 1922 : Insinuation de Margery Wilson : Jimmie
- 1922 : The Offenders de Fenwicke L. Holmes et Margery Wilson
- 1929 : Night Club (court métrage) de Robert Florey : lui-même

#### Années 1930
- 1936 : Frankie and Johnnie de Chester Erskine et John H. Auer
- 1937 : Du Barry did all right de Joseph Henabery (court métrage) : le réceptionniste de l'hôtel
- 1938 : The prisonners of swing de Roy Mack (court métrage) : Messager
- 1939 : At Home de Lloyd French (court métrage) : L'homme de la compagnie de gaz

#### Années 1940
- 1947 : Miracle sur la 34e rue (Miracle on 34th Street) de George Seaton : le père noël saoul
- 1948 : Appelez nord 777 (Call Northside 777), d'Henry Hathaway : William Decker
- 1948 : Let's live again d'Herbert I. Leeds : Mr. President
- 1948 : La Cité sans voiles (The Naked City) de Jules Dassin : le balayeur
- 1948 : Hazard de George Marshall : "Beady" Robbins
- 1948 : Haute Pègre (Larceny) de George Sherman : Charlie Jordan
- 1948 : Scandale en première page (That Wonderful Urge) de Robert B. Sinclair : le prisonnier saoul au centre de détention Monroe
- 1949 : Chicken Every Sunday de George Seaton : Mr. Sawyer
- 1949 : Pour toi j'ai tué (Criss Cross) de Robert Siodmak : Frank
- 1949 : Un pacte avec le diable (Alias Nick Beale) de John Farrow : un avocat
- 1949 : Nous avons gagné ce soir (The Set-Up) de Robert Wise : Red
- 1949 : Le passé se venge (The Crooked Way), de Robert Florey : Petey
- 1949 : Le Démon de l'or (Lust For Gold) de S. Sylvan Simon et George Sherman : un barbier
- 1949 : Deux Nigauds chez les tueurs (Abbott and Costello Meet the Killer, Boris Karloff) de Charles Barton : Abernathy
- 1949 : L'Ange endiablé (Red, Hot and Blue), de John Farrow : M. Perkins
- 1949 : Les Bas-fonds de Frisco (Thieves' Highway) de Jules Dassin : le patron du bar Roadside
- 1949 : Ma bonne amie Irma (My Friend Irma) de George Marshall : Mr. Clyde
- 1949 : N'oubliez pas la formule (Free for All) de Charles Barton : Joe Hershey

#### Années 1950
- 1950 : Terre damnée (Copper Canyon) de John Farrow : "Scamper" Joad
- 1950 : Fureur secrète (The secret fury) de Mel Ferrer : J.P Roy Palmer
- 1950 : Tyrant of the sea de Lew Landers : un membre de l'équipage
- 1950 : Harbor of Missing Men de R. G. Springsteen : "Rummy" Davis
- 1950 : La Rue de la gaieté (Wabash avenue) de Henry Koster : le capitaine du bateau
- 1950 : Jour de chance (Riding High) de Frank Capra : le préteur sur gage
- 1950 : Propre à rien ! (Fancy Pants) de George Marshall : le maire Fogarty
- 1950 : Ma vie à moi (A life of her own) de George Cukor : le vendeur de hamburger
- 1950 : Le soleil se couche à l'aube (The sun sets at dawn) de Paul Sloane : un reporter de la rubrique des syndicats
- 1950 : Cyrano de Bergerac de Michael Gordon : Bellerose, un acteur
- 1950 : Under Mexicali Stars de George Blair : Nap Wellington
- 1951 : Vénus en uniforme (Three Guys Named Mike) de Charles Walters : Mr. Hawkins
- 1951 : Inside Straight de Gerald Mayer : Anderson, l'avocat
- 1951 : Cœurs enchainés (Night Into Morning) de Fletcher Markle : un homme saoul
- 1951 : Never Trust a Gambler de Ralph Murphy : le vendeur de liqueur
- 1951 : La part du jeu (Darling How Could You!) de Mitchell Leisen : un chauffeur de taxi
- 1951 : Chain of Circumstance de Will Jason : Fogel
- 1951 : Le Grand Attentat (The Tall Target) d'Anthony Mann : Beamish, un passager du car
- 1951 : The Family Secret d'Henry Levin : Charlie
- 1951 : Les Pirates de la Floride (The Barefoot Mailman) d'Earl McEvoy : Dewey Durgan
- 1951 : Le Cabotin et son compère (The Stooge) de Norman Taurog : Sam Robertson
- 1952 : Une fille dans chaque port (A Girl in Every Port) de Chester Erskine : le patron du Drive-In
- 1952 : La Belle de New York (The Belle of New York) de Charles Walters : Le présentateur
- 1952 : I Dream of Jeanie d'Allan Dwan : Mr. Horker
- 1952 : 3 for bedroom C de Milton H Berne : le passager du train alcoolique
- 1953 : Appelez-moi Madame (Call me Madam) de Walter Lang : Sénateur Wilkins
- 1953 : Catherine et son amant (She's Back on Broadway) de Gordon Douglas : le vendeur de journaux (scènes coupés)
- 1953 : Tu trembles carcasse (Scared Stiff) de George Marshall : un homme dans l'hôtel Hallway
- 1953 : Les Forbans du désert (Ambush at Tomahawk Gap) de Fred F. Sears : Marlowe
- 1953 : Vaquero (Ride, Vaquero!) de John Farrow : un commerçant
- 1953 : Investigation criminelle (Vice Squad) d'Arnold Laven : Mr. Jenner
- 1953 : Down Laredo Way (en) de William Witney : Juge Sully
- 1953 : Casanova Junior (The Affairs of Dobie Gillis) de Don Weis : Mr. Hammersmith, le libraire
- 1954 : Mademoiselle Porte-bonheur (Lucky me) de Jack Donohue : Brown
- 1954 : Noël blanc (White Christmas), de Michael Curtiz
- 1954 : Romance sans lendemain (About Mrs. Leslie) de Daniel Mann
- 1955 : En quatrième vitesse (Kiss Me Deadly), de Robert Aldrich
- 1957 : Le Rock du bagne (Jailhouse Rock), de Richard Thorpe
- 1960 : Ces folles filles d'Ève (Where the Boys Are), d'Henry Levin
- 1962 : Coups de feu dans la Sierra (Ride the High Country), de Sam Peckinpah : Luther Sampson
- 1965 : Les Quatre Fils de Katie Elder (The Sons of Katie Elder), d'Henry Hathaway
- 1968 : Head, de Bob Rafelson : le messager du roi

### Télévision
Séries TV, sauf mention contraire

#### Années 1940
- 1946 : Home Life of a Buffalo (émission spéciale) de Fred Coe : lui-même

#### Années 1950
- 1950: Dick Tracy, 2 épisodes
  - Saison 2, épisode 20, The Mosquito Murders de Thomas Carr
  - Saison 2, épisode 10, Junior and the Sapphire Mystery de Nate Wyatt : un contrebandier de bijoux
- 1951 : Front Page Detective- Saison 1, épisode 10, Gold Venom de Arnold Wester : Otis Crumpler
- 1952 : Dangerous Assignement- Saison 1, épisode 29, The Red Queen Story de Bill Karn : Max, le cambrioleur guest star
- 1952 : Gang Busters- Saison 2, épisode 3, Homer Van Meter de Bill Karn : Le Lecteur
- 1953 : I'm the Law- Saison 1, épisode 2, The Cowboy and the Blind Man Story de Georges Archainbaud : Dick Murphy
- 1951-1953 : Racket Squad, 2 épisodes
  - Saison 2, épisode 11, The Salted Mine de George Blair : Dad Miller, l'ingénieur de la mine.
  - Saison 3, épisode 21, Antique Racket de George Blair : le faussaire
- 1953 : Mr and Mrs. North, 2 épisodes :
  - Saison 1, épisode 24, Dying to Live de Ralph Murphy : George Tuttle, le maitre chanteur
  - Saison 1, épisode 35, Salt in His Blood de Ralph Murphy : Needles
- 1953 : Superman (Adventures of Superman)- Saison 2 épisode 10, The Face and the Voice de George Blair : Hamlet
- 1954 : The Abbott and Costello Show- Saison 2, épisode 13, Car Trouble de Jean Yarbrough : un homme arnaqué
- 1954: Waterfront- Saison 2, épisode 4, The Reluctant Guest de Ted Post : le réceptionniste
- 1954 : Hopalong Cassidy, Saison 2, épisode 18, Grubstake de Derwin Abrahams : Bummer Lowe, un local
- 1952-1954 : Four Star Playhouse, 2 épisodes
  - Saison 1, épisode 4, Backstage de Robert Florey : Pan Handler[1]
  - Saison 2, épisode 23, Meet McGraw de Frank McDonald : le réceptionniste de l'hôtel
- 1954 : Public Defender, 2 épisodes
  - Saison 2, épisode 7, When Credit Is Due de Paul Guilfoyle : Jason, le patron de Greta MacGowan
  - Saison 2, épisode 16, Socrates de Erle C. Kenton : Socrates, le patron du refuge pour les sans abris
- 1954 : Adventures of the Falcon- Saison 1, épisode 26, Invisible Destroyer de Derwin Abrahams : Docteur Hunnicut
- 1955 : The Lone Ranger, Saison 4, épisode 18, Dan Reid's Sacrifice de Oscar Rudolph : Pete Travis
- 1955 : Flash Gordon, Saison 1, épisode 14, The Sound Gun : 1954
- 1955 : So This is Hollywood- Saison 1, épisode 15, Gas Become Electra (No Lights, No Camera) de Richard L. Bare
- 1955 : The Whistler- Saison 1, épisode 30, Windfall de Joel Malone : le fleuriste
- 1953-1955 : The Ford Television Theatre, 2 épisodes
  - Saison 1, épisode 34, Sweet Talk Me, Jackson d'Edward Bernds
  - Saison 3, épisode 29, Sunday Mourn de Gerald Freedman : Dooley
- 1953-1955 : Schlitz Playhouse of Stars, 3 épisodes
  - Saison 3, épisode 2, Lost and Found de Bill Karn : Miller
  - Saison 4, épisode 30, Tourists Overnight de Robert Florey
  - Saison 4, épisode 36, Too Many Nelsons de Robert Florey : un habitant du village
- 1955 : The Millionaire (en)- Saison 1, épisode 19, The Uncle Robby Story de Charles F. Haas : Oncle Robby/Robert P Chesley
- 1955 : The Donald O'Connor Show- Saison 1, épisode 17 de Sidney Miller
- 1955 : December Bride- Saison 2, épisode 8, Skid Row de Jerry Thorpe : Harry
- 1955 : Le Choix de... (Screen Directors Playhouse)- Saison 1, épisode 12, La Révélation de l'année (The Silent Partner) de George Marshall : Harvey, le barman
- 1956 : The Red Skelton Show- Saison 5, épisode 21, Salesman vs. Mad Scientist or A Man Is Ten Feet Tall[2] : Sandor
- 1956 : Private Secretary- Saison 5, épisode 2, All That Glitters
- 1957 : Papa a raison (Father Known Best)- Saison 3, épisode 24, Trip to Hillsborough de Peter Tewksbury : le réceptionniste
- 1957 : The Twentieth Century Fox Hour,[3] 3 épisodes
  - Saison 2, épisode 8, End of a Gun de Lewis Allen : le barbier
  - Saison 2, épisode 11, Man of the Law de Lewis Allen : le juge
  - Saison 2, épisode 13, Deadline Decision de Lewis Allen : le barbier
- 1957 : Monsieur et Madame détective (The Thin Man)- Saison 1, épisode 9, Fatal Cliche de Robert B. Sinclair : Angy
- 1956-1958 : La Flèche brisée (Broken Arrow), 2 épisodes
  - Saison 1, épisode 5, Passage Deferred de John English : un passager à l'étape
  - Saison 2, épisode 27, The Sisters de Richard L. Bare : Higgins
- 1958 : M Squad- Saison 2, épisode 5, The Trap de Don Medford : Harry Kreeble
- 1953-1958 : Les Aventuriers du Far West (Death Valley Days), 3 épisodes  
  - Saison 1, épisode 17, Little Oscar's Million de Stuart E. McGowan : Oscar Little
  - Saison 4, épisode 8, The Hangman Waits de Stuart E. McGowan : Alex Grant
  - Saison 7, épisode 6, Big Liz de Stuart E. McGowan : Scrubby
- 1958 : Fury- Saison 4, épisode 7, The Ornithologists de Ray Nazarro : L'ornithologue
- 1959 : One Step Beyond- Saison 1, épisode 8, Premonition de John Newland : Ed Matthews
- 1959 : 77 Sunset Strip- Saison 1, épisode 34, Strange Girl In Town de George Waggner: le réceptionniste de l'hôtel
- 1959 : Johnny Ringo- Saison 1, épisode 2, Cully d'Howard W. Koch : Purdom
- 1959 : Lassie- Saison 6, épisode 14, In Case of Emergency de Hollingsworth Morse : Jason Blacock, le fermier
- 1957-1959 : Rintintin (The adventures of Rin Tin Tin), 3 épisodes
  - Saison 3, épisode 16, Higgins' Last Stand de Robert G Walker : le conducteur
  - Saison 4, épisode 24, Wind Wagon McClanahan de William Beaudine : Ichabod Pillijohn
  - Saison 5, épisode 22, Pillajohn's progress de William Beaudine : Ichabod Pillijohn

#### Années 1960
- 1960 : Au nom de la loi (Wanted: Dead or Alive)- Saison 2, épisode 23, Tolliver Bender de George Blair : un vieil homme
- 1960 : Les Incorruptibles (The Untouchables), 2 épisodes
  - Saison 1, épisode 16, Guerre des gangs à St Louis (The St.Louis Story) d'Howard W. Koch : Mr. Meyer, un témoin
  - Saison 1, épisode 21, Tueurs sans gages, 2e Partie (The Unhired Assassin: Part 2) d'Howard W. Koch: Jocko Monaghan, un clochard
- 1960 : Bonne chance M. Lucky (Mr. Lucky)- Saison 1, épisode 21, Big Squeeze de Jack Arnold : Pop Markel
- 1960 : Thriller- Saison 1, épisode 5, Rose's Last Summer d'Arthur Hiller : apparition dans le générique, remplacé après.
- 1957-1960 : Maverick, 2 épisodes
  - Saison 1, épisode 14, Comstock Conspiracy d'Howard W. Koch : Mr. Venner
  - Saison 4, épisode 11, Bolt from the Blue de Robert Altman : Bradley, le vieil homme
- 1960-1961: Sugarfoot, 2 épisodes
  - Saison 3, épisode 19, Funeral at Forty Mile de Leslie Goodwins : Doc Lever
- 1961 : Échec et Mat (Checkmate)- Saison 1, épisode 27, The Deadly Silence de Paul Stewart : le gardien du sauna.
- 1961 : Lock Up- Saison 2, épisode 30, The Case of Willie Betterley de Joe MacDonald : J.Q, un suspect
- 1961 : Miami Undercover- Saison 1, épisode 20, Cukie Dog[4] d'Howard W. Koch : Willie
- 1961 : Rawhide- Saison 3, épisode 30, Au Voleur (Incident of the Wager on Payday) de R. G. Springsteen : le barman
- 1959-1961 : Lawman, 3 épisodes
  - Saison 2, épisode 7, Shadow Witness d'Everett Sloane : Oren, le témoin du meurtre
  - Saison 3, épisode 7, Dilemna de Robert B. Sinclair : Ellery Purvy, le barman
  - Saison 4, épisode 9, The Cold One de Richard C Safarian : Tatcher
- 1961 : Cheyenne- Saison 6, épisode 6, Retaliation de Paul Landres : Matthew Beasely
- 1961 : Evergaldes !- Saison 1, épisode 7, Clay Island Murder de John Florea : Mr. Madden
- 1961 : The Bob Cummings Show- Saison 1, épisode 9, The Guns of Abalone d'Earl Bellamy
- 1962 : Outlaws- Saison 2, épisode 19, A Day to Kill[5] : Wilken
- 1962 : Bus Stop-Saison 1, épisode 26, I Kiss Your Shadow[6] de John Newland : le vigile
- 1962 : The Dick Powell Show- Saison 1, épisode 29, No String Attached d'Hy Averback : le concierge
- 1962 : The Law and Mr.Jones- Saison 2, épisode 4, The Walkout de David Alexander : Adams
- 1955-1962 : Alfred Hitchcock présente (Alfred Hitchcock Presents), 7 épisodes
  - Saison 1, épisode 2, Prémonition de Robert Stevens : Gerald Eaton, le directeur des pompes funèbres
  - Saison 1, épisode 24, The Perfect Murder de Robert Stevens : un avocat
  - Saison 1, épisode 38, The Creeper d'Herschel Daugherty : Georges, le concierge
  - Saison 2, épisode 16, Nightmare in 4-D de Justus Addiss : Charlie, le concierge
  - Saison 3, épisode 27, Disappearing Trick d'Arthur Hiller : un journaliste
  - Saison 6, épisode 22, The Horse Player d'Alfred Hitchcock : Morton, un fidèle de la paroisse.
  - Saison 7, épisode 10, Services Rendered de Paul Henreid : Cyrus Rutherford, un clochard
- 1963 : Mr. Smith Goes to Washington- Saison 1, épisode 15, Miss Ida's Star : Le maire Tuttle
- 1963 : The Dakotas- Saison 1, épisode 6, Crisis at High Banjo de Stuart Heisler : le docteur
- 1963 : Adèle (Hazel)- Saison 2, épisode 22, Hazel's Day Off de William D. Russell : Cyrano
- 1961-1963 : Laramie, 3 épisodes
  - Saison 2, épisode 23, Run of the Hunted[7] de James P. Yarbrough : Wes Snyder
  - Saison 3, épisode 3, Siege at Jubillee de Lesley Salender : Clemson Frazer, un passager de la dilligence
  - Saison 4, épisode 21, The Renegade Brand de Lesley Selander : Opie
- 1960-1963 : The Real McCoys, 4 épisodes
  - Saison 3, épisode 24, The Talk of the Town d'Hy Averback : un client
  - Saison 5, épisode 18, Double Date de Richard Crenna : le postier
  - Saison 6, épisode 9, Pepino's Inheritance de Sidney Miller : Mr. Perkins
  - Saison 6, épisode 31, Up to Their Ears in Corn de David Alexander: Mr.Perkins
- 1963 : The Bill Dana Show- Saison 1, épisode 1, You Gotta Have Heart de Sheldon Leonard
- 1964 : Temple Houston- Saison 1, épisode 17, The Law and Big Annie de Charles R. Rondeau
- 1964 : L'Homme à la Rolls (Burke's Law)- Who Killed Carrie Cornell ? de Byron Paul : Hudkins
- 1964 : Le Fugitif (The fugitive), Saison 1, épisode 22, Angels Travel on Lonely Road : Part 1 de Walter Grauman : Hobo
- 1963-1964 : La Quatrième Dimension (The Twilight Zone), 2 épisodes
  - Saison 4, épisode 5, Mute de Stuart Rosenberg : Tom Poulter, un pompier
  - Saison 5, épisode 32, Mr. Garrity and the Graves de Ted Post : Lapham, un habitant de Happiness, Arizona
- 1964 : Vacation Playhouse- Saison 2, épisode 2, Hooray for Hollywood de Barry Shear
- 1964 : The Baileys of Balboa- Saison 1, épisode 6, My Son the Dreamer : Bromley
- 1965: Valentine’s Day- Saison 1, épisode 23, Sin Has Two Faces de Christian Nyby : Mr. Fred. F. Francis, le directeur de l'hôtel
- 1965 : The Farmer's Daughter- Saison 2, épisode 35, Why Wait Till November de Bob Claver : le juge de paix
- 1962-1965 : Monsieur Ed, le cheval qui parle (Mister Ed), 2 épisodes
  - Saison 2, épisode 21 (1962), Bald Horse d'Arthur Lubin : Docteur Evans
  - Saison 6, épisode 6 (1965), Anybody Got a Zebra ? d'Arthur Lubin : le gardien du zoo
- 1965 : The Smothers Brothers Show- Saison 1, épisode 7, You're Only Old Once : Mort
- 1965 : Honey West- Saison 1, épisode 12, A Million Bucks in Anybody's Language de John Florea : Wiley, l'orfèvre
- 1961-1965: Perry Mason, 3 épisodes :
  - Saison 4, épisode 23, The Case of the Torrid Tapestry de John English : un prêteur sur gage
  - Saison 5, épisode 7, The Case of the Pathetic Patient de Bernard L. Kowalski : Asa Cooperman
  - Saison 8, épisode 24, The Case of the Careless Kitten de Vincent McEveety : le réceptionniste de l'hôtel
- 1966 : Sur la piste du crime (The F.B.I)- Saison 1, épisode 18, L'homme à abattre (The Sacrifice) de Christian Nyby : Bum
- 1959-1966 : Gunsmoke, 5 épisodes :
  - Saison 5, épisode 16 (1959), Thick N' Thin de Stuart Heisler : Ottie, un fermier
  - Saison 7, épisode 29 (1962), The Summons d'Andrew V. McLaglen : Duffer, le préteur sur gage
  - Saison 9, épisode 31 (1964), Trip West de Harry Harris (en) : Arbuckle
  - Saison 11, épisode 18 (1966), The Raid : Part 1 de Vincent McEveety : Mr. Early
  - Saison 11, épisode 19 (1966), The Raid : Part 2 de Vincent McEveety : Mr. Early
- 1966 : My Three Sons- Saison 7, épisode 2, Fly Away Home de James V. Kern : le deuxième homme
- 1959-1967 : Bonanza, 4 épisodes :
  - Saison 1, épisode 5 (1959), Mark Twain (Enter Mark Twain) de Paul Landres : Blurry Jones
  - Saison 4, épisode 21 (1963), Le canasson (The Hayburner) de William F. Claxton : Lafe, le maréchal-ferrant
  - Saison 5, épisode 11 (1963), La loi du Talion (The Legacy) de Bernard McEveety : Pete
  - Saison 8, épisode 20 (1967), The Unseen Wood[8] de Gerd Oswald : Bleeker
- 1967 : Le Frelon vert (The Green Hornet)- Saison 1, épisode 20, Ace in the Hole de William Beaudine : Gus
- 1967 : Annie, agent très spécial (The Girl From U.N.C.L.E.)- Saison 1, épisode 22, Course dans la vallée de la mort (The Furnace Flats Affair)[9] de John Brahm : Mesquite Sweede, le vieux prospecteur propriétaire de Furnace Flats
- 1967 : Bob Hope Presents the Chrysler Theatre- Saison 4, épisode 19, The Reason Nobody Hardly Ever Seen a Fat Outlaw in the Old West Is as Follows de Hal Kanter : le vieil homme
- 1967 : Cimarron (Cimarron Strip)- Saison 1, épisode 2, The Legend of Jud Star de Vincent McEveety : Ezra Jones
- 1967 : The Mothers-In-Law- Saison 1, épisode 9, How Do You Moonlight a Meatball de Desi Arnaz : Dean Roberts
- 1967 : Le Virginien (The Virginian)- Saison 6, épisode 13, Le tireur d'élite (Execution at Triste) de Robert L. Friend : le magasinier
- 1967 : The Merv Griffin Show- Saison 4, épisode 206, Jack Douglas and Reiko, Totie Fields, Percy Helton, Gilbert Price : lui même
- 1966-1968 : Daniel Boone, 2 épisodes :
  - Saison 3, épisode 4, Grizzly (1966) de William Wiard : Mr. Stubs
  - Saison 4, épisode 15, The Scrimshaw Ivory Chart[10](1968) de George Marshall : Jud, un chasseur d'or
- 1968 : Batman- Saison 3, épisode 18, Le retour de Louie le Lila (Louie's Lethal Lilac Time)[11] de Sam Strangis : Gus, le peintre
- 1968 : Max la Menace (Get Smart)- Saison 3, épisode 22, Le silence n'a pas de prix (Spy, Spy, Birdie) de James Komack : A.J. Pifster[12]
- 1968 : Land of the Giants- Saison 1, épisode 2, Ghost Town de Nathan Juran : Akman, le vieil homme créateur de la ville fantôme.
- 1968 : Les Mystères de l'Ouest (The Wild Wild West)- Saison 4 épisode 12, La Nuit de la Revanche (The Night of Miguelito's Revenge), de James B. Clark : Proprietor
- 1969 : The Guns of Will Sonnett- Saison 2, épisode 19, Jim Sonnett's Lady de Jean Yarbrough : le barman
- 1968-1969: The Beverly Hillbillies (sitcom) 6 épisodes ou il incarne toujours le même personnage Homer Cratchit :
  - Saison 7, épisode 9, Bonnie, Flatt, and Scruggs de Joseph Depew
  - Saison 7, épisode 14, Christmas in Hooterville de Ralph Levy
  - Saison 7, épisode 15, Drysdale and Friend de Guy Scarpitta
  - Saison 7, épisode 19, Jed Clampett Entreprises de Joesph Depew
  - Saison 7, épisode 21, The Hired Gun de Joesph Depew
  - Saison 7, épisode 22, The Happy Bank de Joesph Depew
- 1966-1969 : Les Arpents verts (Green Acres), 3 épisodes :
  - Saison 2, épisode 2, Water, Water, Everywhere (1966) de Richard L. Bare : Willie, le sourcier
  - Saison 3, épisode 15, No Trespassing (1967) de Richard L. Bare : Ira Hatch, le propriétaire du verger
  - Saison 4, épisode 25, The Milk Maker (1969) de Richard L. Bare : "Looney Luke" Needlinger, l'inventeur
- 1969 : Les Bannis (The Outcast)- Saison 1, épisode 23, The Stalking Devil de Charles R. Rondeau : le vieil homme
- 1969 : The Good Guys- Saison 2, épisode 8, Biggest Madre of Them All de Jerry Davis : Sierra Jack, le chercheur d'or[13]

#### Années 1970
- 1970 : Love, American Style- Saison 1, épisode 16, Love and Those Poor Crusaders' Wive/Love and the Big Night/Love and the V.I.P. Restaurant de Leslie H. Martinson (segment Love and Those Poor Crusaders' Wive), Gary Nelson (segment Love and the Big Night), Seymour Robbie (segment Love and the V.I.P. Restaurant) : Wharton, l'antiquaire (segment Love and Those Poor Crusaders' Wive)
- 1970 : Julia (en) - Saison 2, épisode 23, Charlie's Chance de Richard Lang : le coursier
- 1965-1970 : Petticoat Junction, 2 épisodes :
  - Saison 2, épisode 31, The Chicken Killer de Richard L. Bare (1965) : Hinky Mittenflos, le ramasseur de chiens
  - Saison 7, épisode 23, Last Train to Pixley de Elliott Lewis (1970) : Mr. Benton
- 1970 : Médecins d'aujourd'hui (Medical Center)- Saison 1, épisode 21, The Professional de Bernard McEveety : Johnny
- 1971 : Mission impossible (Mission: Impossible)- Saison 5, épisode 16, Le Missile (The Missile) de Charles. R. Rondeau : Dailey, le laborantin
- 1971 : Nanny et le professeur (Nanny and the Professor)- Saison 2, épisode 21, How Many Candles? de David Alexander : Mr. Rumble, le commerçant (son dernier rôle)